# Agd al-Mokhtar
Agd al-Mokhtar Ould Agd Abdallah fou el sisè i darrer imam amazic a Mauritània. Era germà de Nahoui Ould Agd Abdallah, conegut com l'imam Munir al-Din, i de la família d'Id Abiaj, el segon dels Tachomcha. A la mort del seu germà i de l'imam Munir al-Din el 1670 en la batalla de Bokol, va tornar als campaments de Brakna i es va fer proclamar imam.
Immediatament va entrar en campanya contra els negres i els merafra, i va tenir diversos èxits, ja que era un guerrer amb moltes qualitats. Va fer una incursió a Trarza on va matar 100 homes i es va apoderar de molts camells, cavalls, esclaus i diners; cap a l'est va atacar als Oulad Mbareh i als Litama que s'havien aliat.
Després de la batalla d'Amoder contra els merafra, en la que fou derrotat, la major part dels guerrers zouaïa van morir i els sobrevivents volien fugir, però l'imam va ordenar restar al lloc i l'endemà va enfrontar als guanyadors a Tin Ifdan a l'Agan prop d'Ouezzan on els darrers Zouaïa foren exterminats i Agd Al-Mokhtar va morir al caure del cavall i trencar-se el coll. Els hassànides li van tallar el cap. Tots els homes vàlids de les tribus zouaïa havien desaparegut en la guerra que fou coneguda com a guerra de Babbah; els darrers irreductibles van fugir al Senegal on algun grup fou exterminat pels negres però la resta, segons el pare Labat, abans de cinc anys havia assolit el poder en la regió entre el Futa Toro i els territoris dels sereres. Però l'abandonament dels camps pels wòlofs va portar la fam a l'any següent i els marabuts foren expulsats i es va cridar altre cop al damel; el brak (rei) del Waalo, el far (rei) de Kumba i el burba (rei) de Djolof van morir en aquestes lluites. En canvi al Futa Toro es van poder establir aprofitant les divergències familiars de la dinastia.
Els béns dels Zouaïa foren segrestats i les dones i nens reduïts a captivitat; les tribus més castigades foren els Tachomcha (o sigui els Oulad Dîman, els Id Eïqoub i els Ahel Barik Allah), els Tendgha de l'est, i els Hallat Arbaïn Jiied, Medlich (Id Arzimbo), Dieïdiba (Ahel Ahmed Al-Qadi) i Barteïl (Ahel Diebba). Algunes tribus ja no es van recuperar del desastre. Les seves tendències marabútiques, pedagògiques i pastorals van permetre que els hassànides els confinessin a un rol purament religiós sent en endavant coneguts com els Zouaïa, els Tolba o els Marabuts, dedicats a la pregària i a l'estudi i instructors sovint dels fills dels líders hassànides; després d'això ja no van portar armes mai més i van pagar un tribut (horma) als hassànides; aquests els van fer patir diverses humiliacions, però almenys van respectar les seves vides i els van deixar dedicar-se als ramats (dels quals els hassànides tenien dret de beure la llet) i als seus pous (on els hassànides podrien beure els primers); havien de donar animals de càrrega o de muntar a tot guerrer que arribés al seu campament i no en tingués; les dones hassànides podien estar tres dies allotjades en els seus campaments. Tot això d'acord amb els termes del tractat imposat pels caps merafra als amazics derrotats el 1674. Els trarza tindrien unes tribus marabútiques associades i els braknes unes altres